# Фоменко, Геннадий Дмитриевич
Геннадий Дмитриевич Фоменко (род. 9 мая 1955 года, пос. Тобол, Кустанайская область, Казахская ССР) — российский военачальник, Герой Российской Федерации (2000), генерал-майор (2000).

## Биография[1]
С 1972 года — на действительной военной службе во Внутренних войсках МВД СССР.
1976 год — окончил Новосибирское высшее военное командное училище Внутренних войск МВД СССР.
1980 год — окончил Высшие офицерские курсы «Выстрел» им. маршала Шапошникова (г. Солнечногорск)
1987 год — окончил Военную Академию имени М. В. Фрунзе.
По окончании ВА проходил службу в 42-й дивизии внутренних войск МВД СССР (г. Вильнюс). Командовал батальоном конвойного полка г. Каунас, затем заместитель командира полка, начальник штаба полка.
С февраля 1993 года — заместитель начальника штаба – начальник оперативного управления Главного управления войск внутренней и конвойной охраны МВД Украины, Киев.
С марта 1994 года – командир 7-й отдельной конвойной бригады МВД Украины, Киев.
С 1994 года — командир полка Внутренних войск в Дагестане. Участвовал в Первой чеченской войне 1994—1996 годов.
С 1995—1997 — заместитель командира дивизии оперативного назначения Внутренних войск МВД РФ г. Пятигорск.
1999 год — окончил Военную академию Генерального Штаба Вооружённых Сил Российской Федерации.
С 1999 года был командиром 21-й отдельной бригады оперативного назначения Московского округа Внутренних войск МВД России.
Под его руководством успешно проведены специальные операции в городе Гудермесе, населённых пунктах Луговое, Привольное, Червлённая, Старощедринская, Виноградное, Брагуны, Дербанхи. При проведении спецопераций в районе Гудермеса полковник Фоменко лично возглавил роту и предотвратил прорыв противника через позиции войск.
С февраля 2000 года — генерал-майор.
С 2001 года по 2008 год — начальник штаба — первый заместитель командующего войсками Северо-Западного округа Внутренних войск МВД России.
2004, 2005 — начальник штаба — первый заместитель командующего ОГВ(с) в СКР
С мая 2012 года — Председатель Межрегиональной Общественной Организации «Совет Героев Советского Союза, Героев Российской Федерации и полных кавалеров ордена Славы Санкт-Петербурга и Ленинградской области».

## Скандалы
В 2016 году обратился с ходатайством о присвоении имени Мост Ахмата Кадырова к вице-губернатору Санкт-Петербурга Владимиру Кириллову, подписав его от имени возглавляемой им межрегиональной общественной организации «Совет Героев Советского Союза, Героев Российской Федерации и полных кавалеров ордена Славы Санкт-Петербурга и Ленинградской области». Волюнтаристкое решение Фоменко вызвало раскол среди участников «Российской Ассоциации Героев».

## Награды
- Герой Российской Федерации (11 января 2000 года) «За мужество и героизм, умелое руководство при проведении специальных операций на территории Северо-Кавказского региона», указ № 25
- Орден «За военные заслуги»
- Орден Почёта[3]
- Медаль ордена "За заслуги перед Отечеством" I степени с мечами
- Медаль ордена "За заслуги перед Отечеством" II степени с мечами
- Медаль Суворова
- Медаль "За отличие в охране общественного порядка"
- Медаль Жукова
- Медаль "За участие в контртеррорестической операции" (ФСБ)
- Медаль «За воинскую доблесть» (МВД)
- Медаль «За доблесть в службе» (МВД)
- Медаль "За воинскую доблесть" I степени МО РФ
- Медаль "За воинскую доблесть" II степени МО РФ
- Медаль «За боевое содружество» (ФСБ)
- Медаль «За укрепление боевого содружества» (Минобороны)
- Медаль «За содружество во имя спасения»
- Именное огнестрельное оружие — пистолет Макарова (МВД РФ)
- Золотые часы (МВД РФ)
- Именной офицерский кортик от Главнокомандующего ВВ МВД РФ
- Премия Правительства Российской Федерации в области культуры (17 декабря 2015)[4].